# 津和野町立木部小学校
津和野町立木部小学校（つわのちょうりつ きべしょうがっこう）は、島根県鹿足郡津和野町にある、公立小学校。

## 概要
校訓
敬虔　友愛　剛健
教育目標
「ふるさとを愛し、心豊かでたくましい木部っ子の育成」
校歌
作詞は青木兼人、作曲は後藤忠雄による。歌詞は3番まである。歌詞に校名は登場しない。

## 沿革
前史
- 1885年（明治18年） - 簡易小学校を長福・中曽野・豊稼に設立。
- 1892年（明治25年）7月25日 - 日第三簡易小学校（豊稼）を廃し第一簡易小学校（長福）に合併。
- 1892年（明治25年）11月1日 - 長福尋常小学校・中曽野尋常小学校に改称。
- 1893年（明治26年）4月1日 - 豊稼に長福尋常小学校の分教場を再設立。
- 1901年（明治34年）9月16日 - 中川尋常小学校を設立。

設立
- 1903年（明治36年）9月21日 - 長福・中曽野・中川の三尋常小学校を合併し、木部村尋常小学校を設立。
- 1922年（大正11年）4月7日 - 木部村尋常高等小学校と改称。
- 1927年（昭和2年）3月31日 - 豊稼分教場を廃止。
- 1941年（昭和16年）4月1日 - 木部国民学校と改称。
- 1947年（昭和22年）4月1日 - 木部村立木部小学校と改称。
- 1955年（昭和30年）1月10日 - 町村合併（津和野町・小川村・畑迫村・木部村）により津和野町立木部小学校と改称。

## 進学先中学校
- 津和野町立津和野中学校

## 著名な出身者
- 桑原史成（報道写真家）